# Drużnoje-Zapadnoje
Drużnoje-Zapadnoje, Drużnoje Zachodnie (ros. Дружное-Западное) – mijanka i przystanek kolejowy w miejscowości Drużnoje, w rejonie zielenogradskim, w obwodzie królewieckim, w Rosji. Położona jest na linii Królewiec – Pionierskij – Swietłogorsk.

## Historia
W okresie przynależności tych terenów do Niemiec istniał w tym miejscu przystanek kolejowy Mednicken.